# Esch (bei Wittlich)
Esch település Németországban, Rajna-vidék-Pfalz tartományban. Lakosainak száma 418 fő (2023. december 31.).

## Népesség
A település népességének változása:
| Lakosok száma | 319  | 419  | 423  | 424  | 422  | 418  |
|               | 1975 | 2017 | 2019 | 2021 | 2022 | 2023 |